# Mónica Puigová
Mónica Puigová, celým jménem Mónica Puig Marchán, (* 27. září 1993 San Juan) je bývalá portorická profesionální tenistka a olympijská vítězka z ženské dvouhry Her XXXI. olympiády, čímž se stala prvním sportovcem reprezentujícím Portoriko, který získal zlatou olympijskou medaili. Ve své dosavadní kariéře na okruhu WTA Tour vyhrála v květnu 2014 turnaj na štrasburské antuce. V rámci okruhu ITF získala šest titulů ve dvouhře.
Na žebříčku WTA byla ve dvouhře nejvýše klasifikována v září 2016 na 27. místě a ve čtyřhře pak v květnu 2015 na 210. místě.
V portorickém fedcupovém týmu debutovala v roce 2008 utkáním základního bloku 1. skupiny Americké zóny proti Paraguyai, v němž s Marií-Angelou Ferreirovou vyhrála čtyřhru. Do srpna 2021 v soutěži nastoupila k dvaceti osmi mezistátním utkáním s bilancí 22–5 ve dvouhře a 8–9 ve čtyřhře.
V červnu 2022 oznámila konec kariéry.

## Tenisová kariéra

### 2010
V roce 2010 získala zlatou medaili ve dvouhře na portorických Středoamerických a karibských hrách, když v boji o titul porazila Venezuelanku Adrianu Pérezovou. Na Letních olympijské hry mládeže v Singapuru vypadla jako druhá nasazená již v prvním kole s Čeng Saj-saj ve dvou setech.

### 2011
V juniorské kategorii si zahrála dvakrát singlové finále Grand Slamu. Na Australian Open 2011 byla nad její síly belgická juniorka An-Sophie Mestachová, jíž podlehla ve dvou setech. Na pařížské antuce French Open 2011 ji v boji o titul přehrála Tunisanka Ons Džabúrová.
Na Panamerických hrách 2011 konaných v Mexiku vybojovala stříbrný kov, když ve finále nestačila na Američanku Irinu Falconiovou.

### 2012
V říjnu 2012 nejdříve zvítězila na turnaji ITF s dotací 50 000 dolarů ve francouzském Joué-lès-Tours, kde v úvodním kole vyřadila nejvýše nasazenou Rusku Alexandru Panovovou. Ve finále přehrála Portugalku Marii João Köhlerovou. O čtrnáct dní později si připsla premiérový titul z události ITF s nejvyšší dotací 100 000 dolarů v Poitiers, když na ni ve finálovém zápase nestačila ruská hráčka Jelena Vesninová.
V tomto roce se poprvé dostala do druhé stovky žebříčku.

### 2013
Na Portugal Open na přelomu dubna a května se dostala do hlavní soutěže jako lucky loser a dokázala v prvním kole porazit osmou nasazenou Julii Görgesovou a ve druhém vyřadit bývalou vítězku French Open Francescu Schiavoneovou. Až ve čtvrtfinále ji vyřadila Carla Suárezová Navarrová.

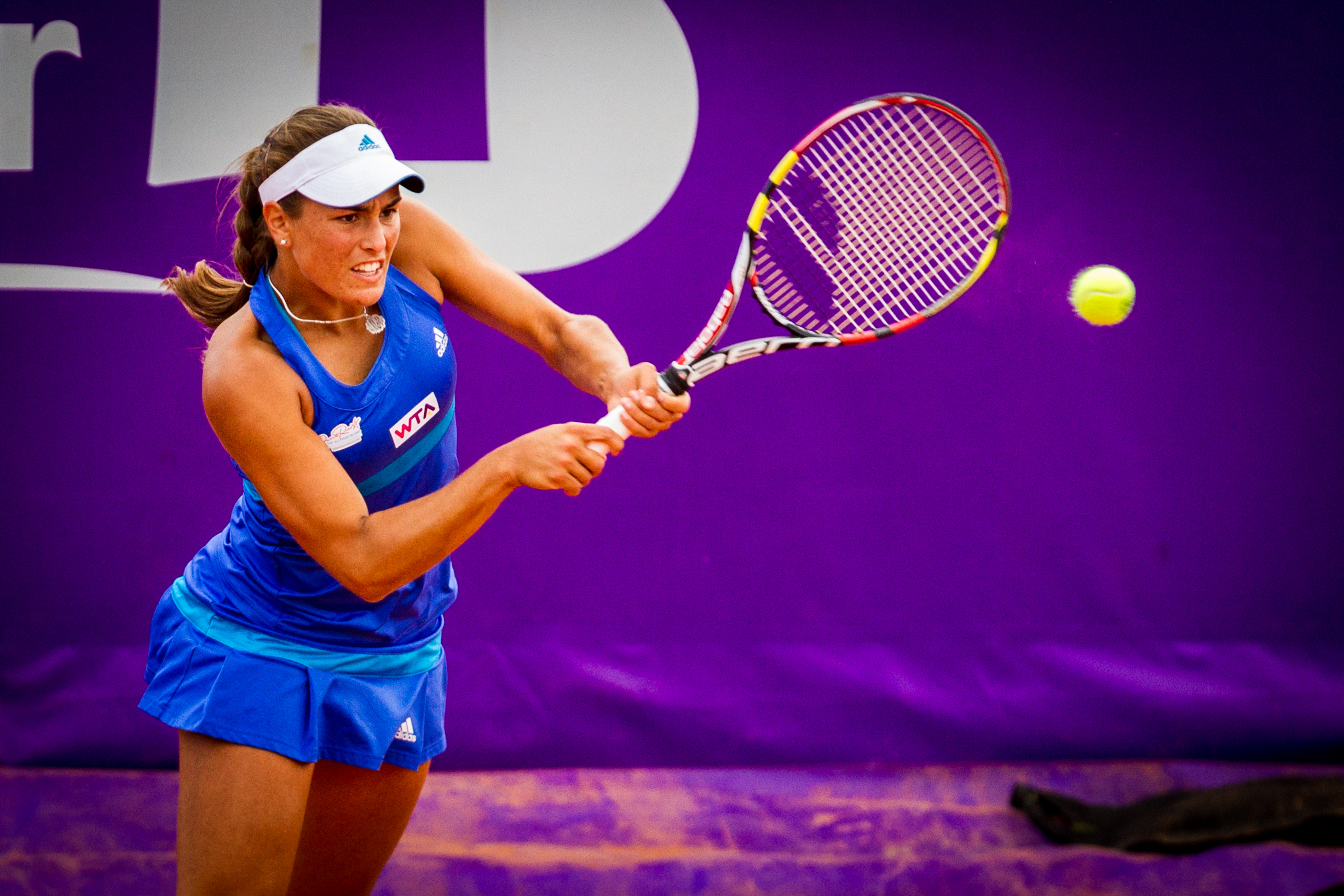
Ve finále vítězného turnaje Internationaux de Strasbourg 2014

Dařilo se jí také na grandslamových turnajích. Na French Open vyřadila v prvním kolem jedenáctou nasazenou Naděždu Petrovovou. Její cestu turnajem zastavila opět Suárezová Navarrová ve třetím kole. Na následujícím Grand Slamu ve Wimbledonu dosáhla největšího vítězství kariéry, když vyřadila v prvním kole turnajovou pětku Saru Erraniovou. Na turnaji došla až do čtvrtého kola, kde podlehla Sloane Stephensové ve třech setech.
Rok 2013 zakončila na 56. místě žebříčku.

### 2014
V květnu 2014 vybojovala premiérovou turnajovou trofej na okruhu WTA Tour, když na antukovém Internationaux de Strasbourg vyhrála soutěž dvouhry. Ve finále přehrála Španělku Silvii Solerovou Espinosovou.
Do debutového ročníku soutěže vycházejících hvězd na Turnaji mistryň splnila kvalifikační kritéria a fanoušci ji následně zvolili jako jednu ze čtyř účastnic. V základní skupině vyhrála všechny tři zápasy nad Zarinou Dijasovou, Shelby Rogersovou i Čeng Saj-saj, kterou poté opět přehrála ve finále.

### 2015
Na začátku sezony 2015 se jí podařilo projít do druhého kola Australian Open a v únoru do semifinále turnaje v Pattaye a do čtvrtfinále turnaje v Acapulcu, kde ve druhém kole porazila druhou nasazenou Saru Erraniovou. V dubnu se do čtvrtfinále probojovala také v Bogotě.

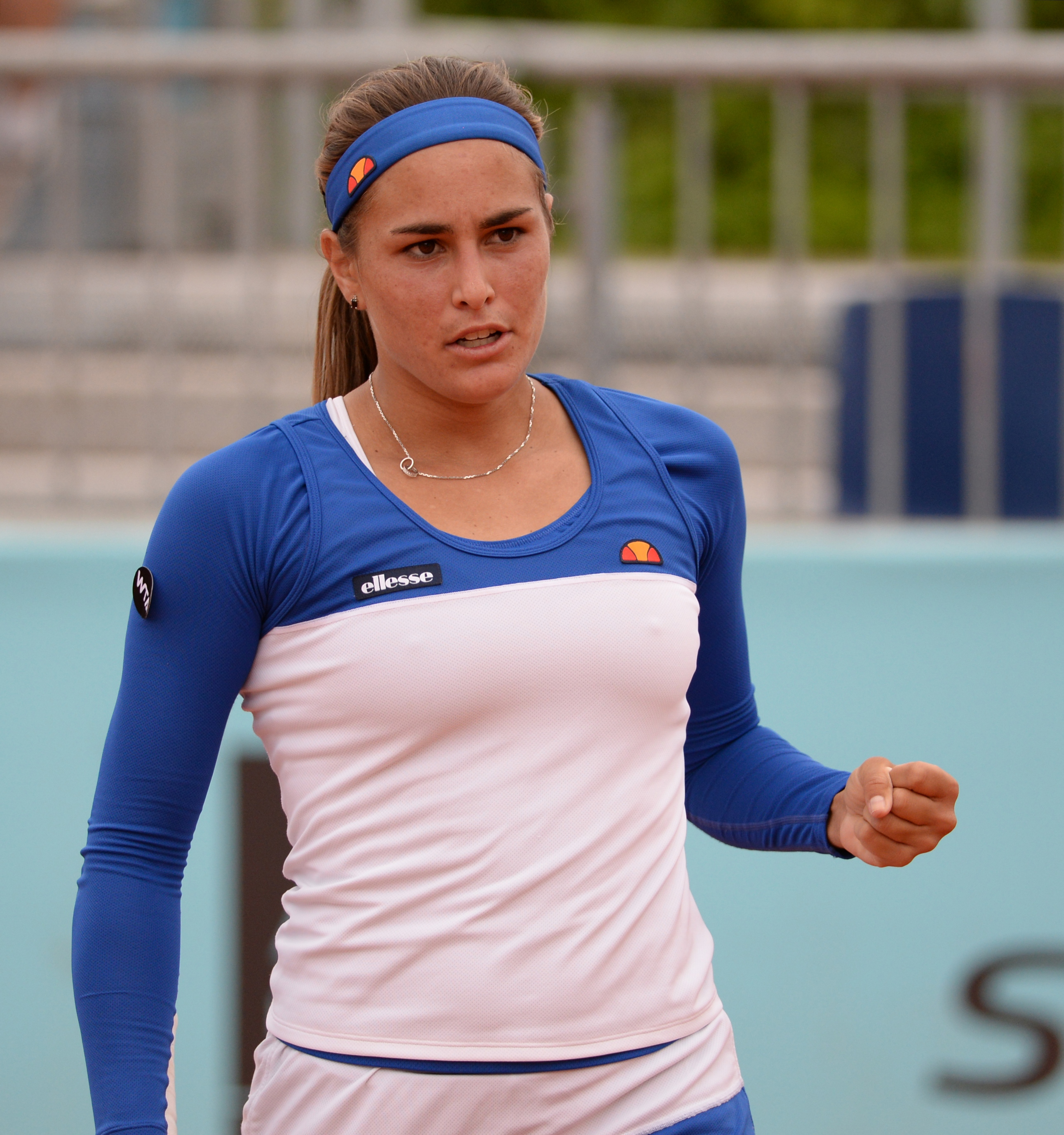
Mónica Puigová na Mutua Madrid Open 2015

Po nepodařené obhajobě ve Štrasburku a sérii vypadnutí v prvních kolech dalších turnajů klesla v žebříčku WTA na konec první stovky. V červenci reprezentovala Portoriko na Panamerických hrách v kanadském Torontu, kde vybojovala bronzovou medaili. Sezónu zakončila na 91. místě žebříčku WTA.

### 2016: Olympijská vítězka
Na začátku sezóny se probojovala do finále turnaje kategorie Premier v Sydney, kde ovšem hladce prohrála se Světlanou Kuzněcovovou. Na následujícím Australian Open na úvod ztratila jen tři gamy proti Polce Magdě Linetteové. Ve druhém kole sehrála dramatickou bitvu proti české kvalifikantce a 114. hráčce žebříčku Kristýně Plíškové, v níž odvrátila pět mečbolů. Po výhře 9–7 v rozhodující sadě poprvé prošla do třetí fáze melbournského grandslamu. V ní nestačila na další polskou tenistku, čtvrtou nasazenou Agnieszku Radwańskou, která jí uštědřila „kanára“.
V antukové části sezóny sice nikdy neprohrála první zápas na turnaji, ale nikdy do roku 2016 nepřešla třetí kolo. Ve čtvrtfinále J&T Banka Prague Open nestačila na nejvýše nasazenou Světlanu Kuzněcovovou ve třech setech. Na grandslamovém Roland Garros v Paříži se probojovala do třetího kola, kde ji porazila Američanka Madison Keysová.
Výkonnostní vzestup potvrdila na začátku travnaté části sezóny, když si dvakrát zahrála semifinále. Na AEGON Open Nottingham v něm jako čtvrtá nasazená uhrála čtyři gamy na turnajovou jedničku Karolínu Plíškovou. Následující týden dohrála mezi poslední čtveřicí na eastbournském AEGON International, kde prošla do hlavní soutěže z kvalifikace. V boji o finálový duel byla nad její síly pozdější vítězka Dominika Cibulková, jíž odebrala tři hry. Po turnaji postoupila na nové žebříčkové maximum, když figurovala na 36. místě. Ve Wimbledonu dohrála v úvodním kole, v němž ji zdolala šestnáctá nasazená Britka Johanna Kontaová.

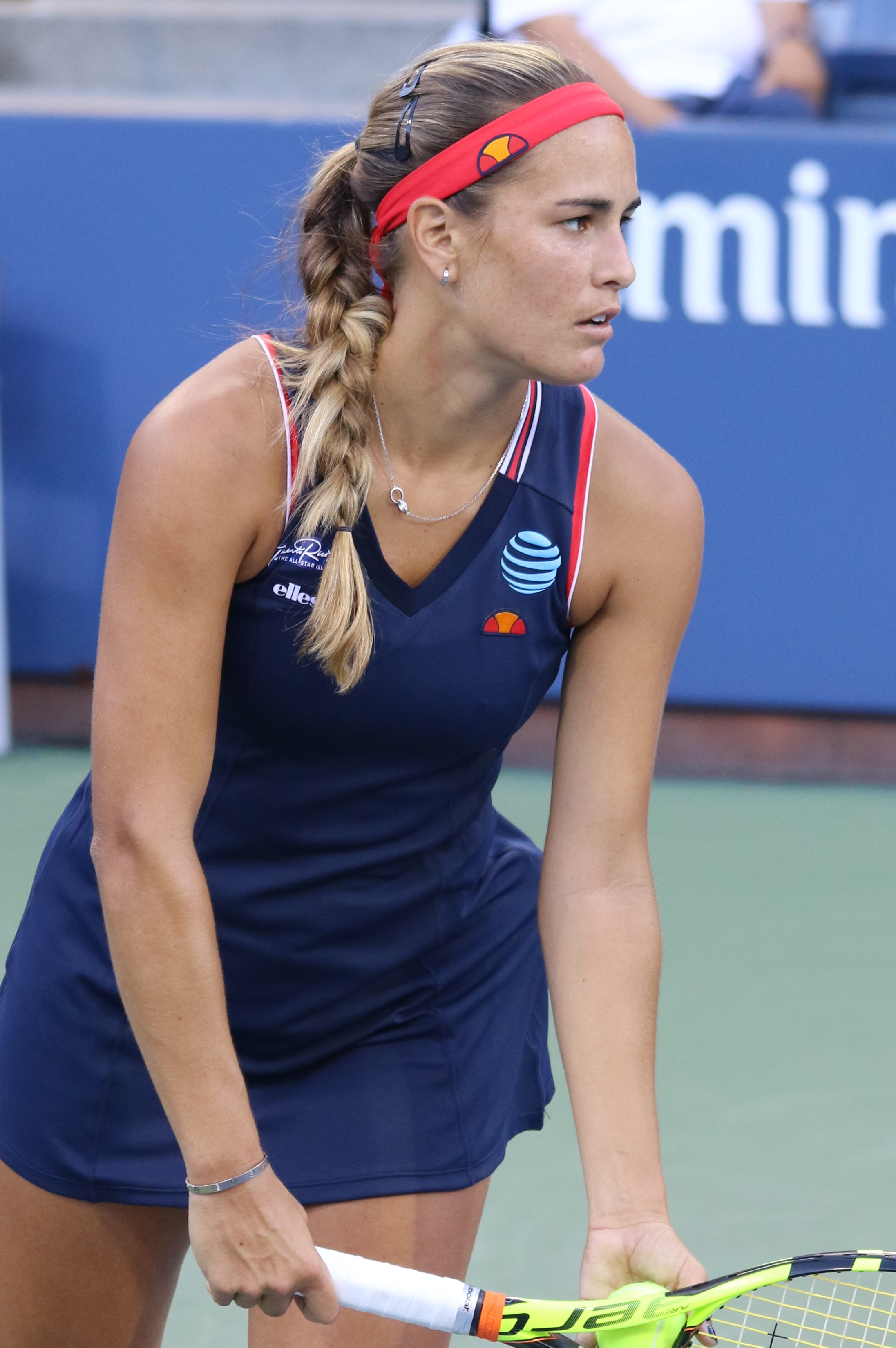
Podání na US Open 2016

V srpnové ženské dvouhře na Hrách XXXI. letní olympiády v Riu de Janeiru startovala jako světová čtyřiatřicítka. Na úvod porazila slovinskou hráčku Polonu Hercogovou. Totožným skóre zdolala i další soupeřku, Rusku Anastasiji Pavljučenkovovou, jež v turnaji figurovala jako čtrnáctá nasazená. Ve třetím kole pak deklasovala třetí nasazenou Garbiñe Muguruzaovou ze Španělska. Ve čtvrtfinále ji po shodném výsledku nezastavila ani Němka Laura Siegemundová. Postup do bojů o medaile komentovala slovy: „Chci hrát o zlatou medaili, to je můj cíl. Budu se snažit pro to udělat maximum,“ uvedla, když přitom cestou do semifinále neztratila žádný set. V něm ji čekala česká jednička a turnajová jedenáctka Petra Kvitová, kterou v prvním vzájemném střetnutí dokázala přehrát po divokém třísetovém průběhu.
Ve finále olympijského turnaje si Mónica Puigová za 2:09 hodin připsala překvapivé vítězství nad německou světovou dvojkou Angelique Kerberovou po třísetovém průběhu. Stala se tak historicky prvním sportovcem reprezentujícím Portoriko, jenž vybojoval olympijské zlato.
Po olympiádě vynechala severoamerické turnaje Western & Southern Open a Connecticut Open. Ve dvouhře US Open startovala z pozice poslední nasazené. Na turnaji vypadla, stejně jako ve Wimbledonu, již v úvodním kole, když ve dvou setech prohrála s Čeng Saj-saj z Číny. V srpnu se stala hráčkou měsíce na okruhu WTA Tour. Poražena v prvních zápasech skončila na zářijovém Wuhan Open i říjnovém China Open, když ve Wu-chanu nestačila na Robertu Vinciovou a v Pekingu uhrála jen dva gamy na Yaninu Wickmayerovou.

### 2017–2019
Na začátku sezóny nedokázala obhájit finálovou účast na Apia International Sydney 2017 ani třetí kolo na Australian Open 2017 a v žebříčku se propadla zpět do čtvrté desítky. Na březnovém Miami Open 2018 a opět na čínském Wuhan Open 2018 ve třech setech porazila Carolinu Wozniackou. Na jaře 2019 se dostala zpět do šesté desítky žebříčku WTA, když na Volvo Car Open 2019 v Charlestonu postupně porazila Arynu Sabalenkovou a Danielu Collinsovou.

## Soukromý život
Narodila se kubánskému otci Josému Puigovi a portorikánské matce Astrid Marchánové. Prarodiče z otcovy strany jsou Španělé a pocházejí z Katalánska. K tenisu ji přivedl otec v šesti letech a stal se jejím trenérem.

## Utkání o olympijské medaile

### Ženská dvouhra: 1 (1 zlato)
| Stav  | rok  | místo konání             | povrch | soupeřka            | výsledek      |
| ----- | ---- | ------------------------ | ------ | ------------------- | ------------- |
| Zlato | 2016 | Rio de Janeiro, Brazílie | tvrdý  | Angelique Kerberová | 6–4, 4–6, 6–1 |

## Finále na okruhu WTA Tour
| Legenda                           |
| --------------------------------- |
| D – dvouhra; Č – čtyřhra          |
| Grand Slam (0)                    |
| Olympijské hry (1–0 D)            |
| Turnaj mistryň (0)                |
| Premier Mandatory & Premier 5 (0) |
| Premier (0-1 D)                   |
| International (1–1 D)             |

### Dvouhra: 4 (2–2)
| Stav       | č. | datum           | turnaj                         | povrch    | soupeřka ve finále         | výsledek      |
| ---------- | -- | --------------- | ------------------------------ | --------- | -------------------------- | ------------- |
| Vítězka    | 1. | 24. května 2014 | Štrasburk, Francie             | antuka    | Sílvia Solerová Espinosová | 6–4, 6–3      |
| Finalistka | 2. | 15. ledna 2016  | Sydney, Austrálie              | tvrdý     | Světlana Kuzněcovová       | 0–6, 2–6      |
| Vítězka    | 2. | 13. srpna 2016  | LOH – Rio de Janeiro, Brazílie | tvrdý     | Angelique Kerberová        | 6–4, 4–6, 6–1 |
| Finalistka | 2. | 21. října 2017  | Lucemburk, Lucembursko         | tvrdý (h) | Carina Witthöftová         | 3–6, 5–7      |

## Finálové účasti na turnajích okruhu ITF
| 100 000 $ tournaments |
| 75 000 $ tournaments  |
| 50 000 $ tournaments  |
| 25 000 $ tournaments  |
| 10 000 $ tournaments  |

### Dvouhra: 10 (6–4)
| Stav       | č.  | datum             | turnaj                  | povrch | spoluhráčka                    | výsledek      |
| ---------- | --- | ----------------- | ----------------------- | ------ | ------------------------------ | ------------- |
| Vítězka    | 1.  | 19. dubna 2010    | Torrent, Španělsko      | antuka | Nanuli Pipijová                | 3–6, 6–1, 6–2 |
| Vítězka    | 2.  | 20. února 2011    | Surprise, Spojené státy | tvrdý  | Lenka Wienerová                | 6–4, 6–0      |
| Vítězka    | 3.  | 1. května 2011    | Chiasso, Švýcarsko      | antuka | Andrea Hlaváčková              | 7–6(4), 7–5   |
| Vítězka    | 4.  | 22. srpna 2011    | San Luis Potosí, Mexiko | tvrdý  | Nika Kucharčuková              | 6–3, 6–0      |
| Finalistka | 5.  | 25. června 2012   | Bayamon, Portoriko      | tvrdý  | Michelle Larcherová de Britová | 3–6, 2–6      |
| Finalistka | 6.  | 12. března 2012   | Poza Rica, Mexiko       | tvrdý  | Jaroslava Švedovová            | 1–6, 2–6      |
| Finalistka | 7.  | 25. června 2012   | Périgueux, Francie      | antuka | Irina Chromačovová             | 3–6, 2–6      |
| Vítězka    | 8.  | 8. října 2012     | Joué-lès-Tours, Francie | tvrdý  | Maria João Köhlerová           | 3–6, 6–4, 6–1 |
| Vítězka    | 9.  | 22. října 2012    | Poitiers, Francie       | tvrdý  | Jelena Vesninová               | 7–5, 1–6, 7–5 |
| Finalistka | 10. | 23. prosince 2012 | Ankara, Turecko         | tvrdý  | Ana Savićová                   | 7–5, 3–6, 4–6 |

## Finále na juniorce Grand Slamu

### Dvouhra juniorek: 2 (0–2)
| Stav       | rok  | turnaj          | povrch | soupeřka ve finále   | výsledek       |
| ---------- | ---- | --------------- | ------ | -------------------- | -------------- |
| Finalistka | 2011 | Australian Open | tvrdý  | An-Sophie Mestachová | 4–6, 2–6       |
| Finalistka | 2011 | French Open     | antuka | Ons Džabúrová        | 6–7(8–10), 1–6 |

## Finále na dalších soutěžích

### Středoamerické a karibské hry

#### Dvouhra: 1 (1–0)
| Stav  | Rok  | Dějiště   | Povrch | Soupeřka ve finále | Výsledek |
| ----- | ---- | --------- | ------ | ------------------ | -------- |
| Zlato | 2010 | Portoriko | tvrdý  | Adriana Pérezová   | 6–3, 6–2 |

### Panamerické hry

#### Dvouhra: 1 (0–1)
| Stav    | Rok  | Dějiště | Povrch | Soupeřka ve finále | Výsledek |
| ------- | ---- | ------- | ------ | ------------------ | -------- |
| Stříbro | 2011 | Mexiko  | tvrdý  | Irina Falconiová   | 3–6, 2–6 |